# Darasana regina
Darasana regina är en fjärilsart som beskrevs av Corbet 1941. Darasana regina ingår i släktet Darasana och familjen juvelvingar. Inga underarter finns listade i Catalogue of Life.